# Наси (приток Юрюзани)
Наси (баш. Миҫе, Нәси) — река в России, протекает по территории Салаватского района Башкортостана и Усть-Катавского городского округа Челябинской области. Устье реки находится в 186 км по правому берегу реки Юрюзань. Длина реки — 15 км. В верховьях реки на ней расположено село Насибаш и посёлок Сулуяновский.

## Достопримечательности
Участок реки Юрюзань от Смирновского моста до устья реки Наси длиной 56 километров признан гидрологическим памятником природы. Здесь обнаружено несколько археологических памятников, исторических мест, связанных с именем Салавата Юлаева, свыше 20 пещер. По берегам расположены природные объекты, также объявленные памятниками природы: Провальный ключ, Хваточный гребень (Хватка), Монахов гребень (Монашкин гребень), Пещера Салаватская.

## Данные водного реестра
По данным государственного водного реестра России относится к Камскому бассейновому округу, водохозяйственный участок реки — Уфа от Нязепетровского гидроузла до Павловского гидроузла, без реки Ай, речной подбассейн реки — Белая. Речной бассейн реки — Кама.